# Garfe
Garfe es una freguesia portuguesa del concelho de Póvoa de Lanhoso, con 4,68 km² de superficie y 1.149 habitantes (2001). Su densidad de población es de 245,5 hab/km².